# Ruimteziekte
Ruimteziekte is het verschijnsel dat wordt veroorzaakt als het vestibulaire systeem (het evenwichtsorgaan) moeite heeft met het aanpassen aan veranderende G-krachten, en vooral de gewichtloosheid die in de ruimte aanwezig is. Symptomen van ruimteziekte zijn onder andere misselijkheid en duizeligheid. Naast symptomen van reisziekte, komt het ook voor dat ruimteziekte desoriëntatie en visuele illusies veroorzaakt. De eerste keer dat ruimteziekte bij een mens voorkwam, was vermoedelijk bij de Russische kosmonaut German Titov; hij was toen aan boord van de Vostok 2. Een uitvoerig beschreven geval van ruimteziekte deed zich voor tijdens de missie van Apollo 8, waarbij astronaut Frank Borman het interieur van de capsule van rondzwevende bollen bestaande uit braaksel en diarree voorzag.